# 크래쉬 랜딩 (1999년 영화)
크래쉬 랜딩(Crash Landing, 紧急迫降, 緊急迫降)은 홍콩에서 제작된 장지엔야 감독의 1999년 영화이다. 소병 등이 주연으로 출연하였고 주영덕 등이 제작에 참여하였다.

## 출연

### 주연
- 소병
- 유융
- 쉬판
- 위종만